# Gorzkowice (gromada)
Gorzkowice – dawna gromada, czyli najmniejsza jednostka podziału terytorialnego Polskiej Rzeczypospolitej Ludowej w latach 1954–1972.
Gromady, z gromadzkimi radami narodowymi (GRN) jako organami władzy najniższego stopnia na wsi, funkcjonowały od reformy reorganizującej administrację wiejską przeprowadzonej jesienią 1954 do momentu ich zniesienia z dniem 1 stycznia 1973, tym samym wypierając organizację gminną w latach 1954–1972.
Gromadę Gorzkowice siedzibą GRN w Gorzkowicach utworzono – jako jedną z 8759 gromad na obszarze Polski – w powiecie piotrkowskim w woj. łódzkim, na mocy uchwały nr 35/54 WRN w Łodzi z dnia 4 października 1954. W skład jednostki weszły obszary dotychczasowych gromad Bujnice, Gościnna, Gorzkowice, Szczepanowice i Wilkoszewice ze zniesionej gminy Gorzkowice oraz osada Trzchów z dotychczasowej gromady Gorzędów ze zniesionej gminy Kamieńsk w tymże powiecie. Dla gromady ustalono 26 członków gromadzkiej rady narodowej.
1 stycznia 1958 do gromady Gorzkowice przyłączono obszar zniesionej gromady Plucice.
1 stycznia 1959 do gromady Gorzkowice przyłączono wieś Grabostów, kolonię Gorzędów oraz wieś, kolonię i parcelację Żuchowice ze zniesionej gromady Gorzędów.
31 grudnia 1959 do gromady Gorzkowice przyłączono obszar zniesionej gromady Sobaków.
Gromada przetrwała do końca 1972 roku, czyli do kolejnej reformy gminnej. 1 stycznia 1973 w powiecie piotrkowskim reaktywowano gminę Gorzkowice.